# Slavín (mauzoleum)
Slavín – mauzoleum położone w Pradze, we wschodniej części Cmentarza Wyszehradzkiego. Pod koniec XIX wieku powstała idea budowy panteonu, miejsca będącego zespołem połączonych grobowców, przeznaczonych do pochówków wybitnych osobistości czeskiej kultury, sztuki, nauki i techniki.

## Historia
Fundatorami budowy byli burmistrz Smíchova Petr Fischer i rektor parafii wyszehradzkiej, Mikuláš Karlach. Przekazali mauzoleum patriotycznemu stowarzyszeniu Svatobor, które miało nim zarządzać. Architekt Antonin Wiehl przedstawił dwa projekty, z których projekt kaplicy został natychmiast odrzucony. Wybrano wersję zespołu monumentalnych grobowców oraz arkad z katakumbami. Obiekt powstał w latach 1889–1893 we wschodniej części Cmentarza Wyszehradzkiego, w formie neorenesansowych arkad i grobowców, które ozdobiono rzeźbami dłuta Josefa Maudera. Pierwszy pogrzeb miał miejsce osiem lat po zakończeniu budowy, w 1901 spoczął tu poeta Julius Zeyer. W 1929 przeprowadzono pierwszą przebudowę i remont, pracami kierował Josef Fanta.

## Pochowani
- Poeci i pisarze
  - Julius Zeyer, Josef Václav Sládek, Jaroslav Vrchlický, Růžena Svobodová, Jan Klecanda, Jaroslav Hilbert, Antonín Klášterský, František Xaver Svoboda, Josef Hora, Karel Toman, Marie Pujmanová, Josef Štefan Kubín
- Aktorzy
  - Otýlie Beníšková, Zdeněk Štěpánek, Vítězslav Vejražka, Eduard Kohout, Ladislav Boháč, Jaroslav Marvan, Karel Höger
- Malarze
  - Vojtěch Hynais, Alfons Mucha, Václav Špála, Antonín Pelc, Antonín Strnadel
- Rzeźbiarze
  - Josef Václav Myslbek, Jan Štursa, Bohumil Kafka, Ladislav Šaloun, Jan Lauda
- Śpiewacy operowi
  - Ema Destinnová, Otakar Mařák, Vilém Zítek, Richard Kubla, Kamila Ungrová, Václav Bednář
- Pianiści
  - Jan Heřman, František Maxián
- Skrzypkowie
  - Jan Kubelík, Jaroslav Kocián, Karel Hoffmann
- Architekci
  - Kamil Hilbert, Josef Gočár, Karel Honzík, Jaroslav Fragner
- Wynalazcy
  - František Křižík
- Dyrygenci i kompozytorzy
  - Rafael Kubelík, Oskar Nedbal
- Reżyserzy
  - Ferdinand Pujman, Vojta Novák
- Historycy
  - Václav Vladivoj Tomek
- Archeolodzy
  - Josef Ladislav Píč
- Filolodzy
  - Václav Hanka, Josef Král, Oldřich Hujer
- Historycy literatury
  - Jan Václav Novák
- Ekonomiści
  - Josef Gruber
- Krytycy i historycy teatru
  - Karel Engelmüller

Zmarły w 1976 aktor Eduard Kohout został pochowany w Slavínie wbrew swojej ostatniej woli, natomiast ciało Jana Nerudy, które zostało ekshumowane do mauzoleum, po protestach krewnych ponownie pochowano w rodzinnym grobie.